# Andreas Nischwitz
Andreas Nischwitz (* 1. April 1957 in Stuttgart, Baden-Württemberg) ist ein ehemaliger deutscher Eiskunstläufer, der international im Paarlauf startete.
Er begann seine Karriere als Einzelläufer beim Stuttgarter ERC und wechselte später zum TuS Stuttgart Eissport. 1974 begann er mit dem Paarlauf. Seine erste Eislaufpartnerin war Susanne Scheibe. Seine Trainer waren Helene Beck, Karin Frohner und Karel Fajfr. Mit Scheibe wurde Nischwitz 1977 und 1978 deutscher Paarlaufmeister. In beiden Jahren nahmen sie auch an Welt- und Europameisterschaften teil und beendeten diese alle vier Male auf dem achten Platz.
Mit seiner zweiten Eislaufpartnerin Christina Riegel wurde Nischwitz von 1979 bis 1981 deutscher Paarlaufmeister. Im Jahr 1981 feierten Nischwitz und Riegel ihre größten Erfolge. Erst wurden sie in Innsbruck Vize-Europameister hinter Irina Worobjowa und Igor Lissowski und gewannen dann bei der Weltmeisterschaft in Hartford die Bronzemedaille.
Nachdem seine Partnerin vom Leistungssport zurücktreten war, beendete auch Nischwitz seine Eislaufkarriere und setzte sein Studium der Zahnmedizin an der Universität Tübingen fort, das er 1977 begonnen und wegen der Olympischen Spiele 1980 unterbrochen hatte. Heute ist er als Zahnarzt in Tübingen tätig. Andreas Nischwitz ist verheiratet und hat drei Kinder.

## Ergebnisse

### Paarlauf
(bis 1978 mit Susanne Scheibe, ab 1979 mit Christina Riegel)
| Wettbewerb / Jahr        | 1977 | 1978 | 1979 | 1980 | 1981 |
| ------------------------ | ---- | ---- | ---- | ---- | ---- |
| Olympische Winterspiele  |      |      |      | 8.   |      |
| Weltmeisterschaften      | 8.   | 8.   | 8.   | 5.   | 3.   |
| Europameisterschaften    | 8.   | 8.   | 8.   | 6.   | 2.   |
| Deutsche Meisterschaften | 1.   | 1.   | 1.   | 1.   | 1.   |

### Einzellauf
Deutsche Meisterschaften
- 1974 – 10. Rang
- 1975 – 7. Rang
- 1976 – 5. Rang
- 1977 – 5. Rang